# Stephanie Forrester
Stephanie Forrester (Aberdeen, 30 de abril de 1969) es una deportista británica que compitió en triatlón y duatlón.
Ganó una medalla de bronce en el Campeonato Europeo de Triatlón de 1998 y una medalla de oro en el Campeonato Mundial de Duatlón de 2000.

## Palmarés internacional
| Campeonato Europeo | Campeonato Europeo | Campeonato Europeo | Campeonato Europeo |
| Año                | Lugar              | Medalla            | Prueba             |
| ------------------ | ------------------ | ------------------ | ------------------ |
| 1998               | Velden (Austria)   | Medalla de bronce  | Individual         |

| Campeonato Mundial | Campeonato Mundial | Campeonato Mundial | Campeonato Mundial |
| Año                | Lugar              | Medalla            | Prueba             |
| ------------------ | ------------------ | ------------------ | ------------------ |
| 2000               | Calais (Francia)   | Medalla de oro     | Individual         |